# Heinrich Eingrieber
Heinrich Karl August Max Eingrieber (* 20. Januar 1896 in Goldberg; † 19. Januar 1979 ebenda) war ein deutscher Maler, Sammler und Museumsgründer.

## Leben
Heinrich Eingrieber wurde als Sohn des im mecklenburgischen Goldberg ansässigen Schuhmachermeisters Adolf Eingrieber (1857–1911) und dessen Frau Dorothea, geb. Hansen, geboren. Nach dem Schulabschluss absolvierte Heinrich Eingrieber eine Malerlehre bei seinem gleichnamigen Onkel und Taufpaten Heinrich Eingrieber (* 1863), in dessen Werkstatt er bis zu seinem Kriegsdienst im Ersten Weltkrieg tätig blieb. 1917 kehrte er als Kriegsinvalide nach Goldberg zurück. Im April 1920 begann Eingrieber ein Studium am Bauhaus, von dem sich noch im gleichen Jahr die Staatlichen Hochschule für Bildende Kunst Weimar abspaltete. Hier war Eingrieber bis September 1921 als Student bei Max Thedy eingeschrieben. Das Studienende fiel 1925 zusammen mit der Auflösung der Kunsthochschule.
In Weimar lernte Heinrich Eingrieber seine Frau Katharina Charlotte Klara, geb. Schrammen (1900–1975), kennen, die dort ebenso studierte. Das Paar hatte keine Kinder.
In seiner Heimatstadt ist die „Heinrich-Eingrieber-Straße“ nach dem Künstler benannt.

## Museum Goldberg
Nach dem Studium kehrte Heinrich Eingrieber in seine Vaterstadt Goldberg zurück. Hier etablierte er sich als Porträt- und Landschaftsmaler. Parallel zu dieser Tätigkeit widmete er sich dem Aufbau einer volkskundlichen und archäologischen Sammlung seiner Heimatregion. Diese Sammlertätigkeit und zahlreiche Schenkungen bildeten den Grundstock zu dem von ihm 1927 begründeten Heimatmuseum, dem heutigen Naturmuseum Goldberg. Dieses führte er bis 1960 und blieb dem Museum auch weiterhin bis zu seinem Tod eng verbunden. So befindet sich dort bis heute ein großer Teil seines künstlerischen Nachlasses. Dazu gehören auch Skizzen und Zeichnungen seiner Frau Lotte, die zugunsten ihres Mannes auf eine eigene künstlerische Karriere verzichtete.

## Ausstellungen (Auswahl)
- 1926: Weltausstellung (Sesquicentennial Exposition) Philadelphia
- 1926: Kunstausstellung Rostock (Bund Mecklenburger Künstler)
- 1931, 1932, 1933: Ausstellungen des Bundes Kriegsbeschädigter Bildender Künstler, Berlin
- 1934: Weihnachtsausstellung des Mecklenburgischen Künstlerbundes, Rostock
- 1937, 1938, 1939: Ausstellungen des Frontkämpferbundes Bildender Künstler
- 1940: Große Herbstausstellung Mecklenburgischer Maler im Mecklenburgischen Landesmuseum Schwerin
- 1945: Jahresschau der Kunstschaffenden aus Mecklenburg-Vorpommern im Landesmuseum zu Schwerin vom 25. November bis 31. Dezember, veranstaltet von der Sektion Bildende Kunst in der Landesleitung des Kulturbundes zur demokratischen Erneuerung Deutschlands[4]
- ab 1968: unregelmäßig wiederkehrende Ausstellungen im Museum Goldberg
- 2014: „Heinrich Eingrieber. Werke aus Privatbesitz“, Museum Goldberg 30.08. bis 20.10.2014
- 2023/24 „Heinrich Eingrieber – Neuerwerbungen“ Museum Goldberg 11/2023 – 4/2024